# Craterul Dalgaranga
Craterul Dalgaranga este un mic crater de impact meteoritic situat la stația pastorală Dalgaranga la 75 km vest de Muntele Magnet (sau la nord de Yalgoo), în Australia de Vest. 

## Date generale
Craterul are doar 24 m în diametru și 3 m adâncime, acesta este cel mai mic crater de impact din Australia (cu excepția celui mai mic crater al Craterului Henbury). Deși a fost descoperit mult mai devreme, a fost semnalat pentru prima dată în literatura științifică în 1938. Descoperirea unor fragmente de mesosiderite pietroase de fier în jurul craterului confirmă un impact meteoritic. Acest crater este unicat deoarece este singurul crater știut că a fost produs de un proiectil cu mesosiderite. Asimetrii în structura craterului și pătură provocată de impact implică faptul că proiectilul a lovit la unghi mic din sud-sud-est. Vârsta nu este determinată cu acuratețe, dar trebuie să fie o vârstă tânără, pentru că este atât de bine conservat pentru dimensiunile sale mici, și fragmentele de meteorit au rezistat vremii, unii autori sugerează o vârstă de 3000 de ani.